# Beñat Albizuri
Beñat Albizuri Aransolo (født 17. maj 1981) er en spansk professionel cykelrytter, som cykler for det professionelle cykelhold Euskaltel-Euskadi.